# Військово-патріотичне виховання в Україні
Військово-патріотичне виховання (ВПВ) – наскрізний виховний процес, спрямований на формування у громадян України оборонної свідомості, підвищення суспільної значущості та поваги до військової служби, мотивації громадян до набуття ними необхідних компетентностей у сфері безпеки і оборони.
Згідно зі Стратегією національно-патріотичного виховання (НПВ), яка затверджена 18 травня 2019 року, «основними складовими національно-патріотичного виховання є: громадсько-патріотичне, військово-патріотичне та духовно-моральне виховання».
Проте, в новому Проєкті Закону «Про основні засади державної політики у сфері утвердження української національної та громадянської ідентичності», що знаходиться з кінця 2021 року на розгляді ВРУ, пропонується нова структура напрямків виховання та розвитку громадян України, де вже ВПВ стоїть на рівні із НПВ, а не є його складовою.
| | Складовими державної політики у сфері утвердження української національної та громадянської ідентичності є: 1. національно-патріотичне виховання; 2. військово-патріотичне виховання; 3. громадянська освіта. Військово-патріотичне виховання здійснюється за такими напрямами: 1. формування оборонної свідомості; 2. популяризація військової служби; 3. залучення громадян до сприяння безпеці і обороні України; 4. розвиток військово-прикладного і службово-прикладного спорту, технічної творчості та інновацій; 5. широке залучення школярів до загальнодержавних, регіональних та місцевих заходів військово-патріотичного виховання; 6. обов’язкове викладання предмета "Захист України" під час здобуття повної загальної середньої освіти; 7. підготовка кваліфікованого кадрового потенціалу для організації та здійснення програм, проектів та заходів з числа ветеранів війни, осіб, які мають особливі заслуги перед Батьківщиною, учасників Революції Гідності. |
| — Проект Закону про основні засади державної політики у сфері утвердження української національної та громадянської ідентичності, Офіційний портал Верховної Ради України | |